# Luppy
Luppy je francouzská obec v departementu Moselle v regionu Grand Est. Žije zde 588 obyvatel.

## Geografie

### Sousední obce
| Růžice kompasu | Beux                  | Rémilly  |        | Růžice kompasu |
| Růžice kompasu | Buchy                 | Sever    | Béchy  | Růžice kompasu |
| Růžice kompasu | Buchy                 | Luppy    | Béchy  | Růžice kompasu |
| Růžice kompasu | Buchy                 | Jih      | Béchy  | Růžice kompasu |
| Růžice kompasu | Solgne Sailly-Achâtel | Moncheux | Tragny | Růžice kompasu |